# Agua Escondida, Juchitlán
Agua Escondida är en ort i Mexiko.   Den ligger i kommunen Juchitlán och delstaten Jalisco, i den centrala delen av landet, 500 km väster om huvudstaden Mexico City. Agua Escondida ligger 1 567 meter över havet och antalet invånare är 191.
Terrängen runt Agua Escondida är huvudsakligen kuperad. Agua Escondida ligger uppe på en höjd. Runt Agua Escondida är det glesbefolkat, med 19 invånare per kvadratkilometer. Närmaste större samhälle är Juchitlán, 11,5 km väster om Agua Escondida. I omgivningarna runt Agua Escondida växer huvudsakligen savannskog.